# Wereldkampioenschappen kortebaanzwemmen 2016
De wereldkampioenschappen kortebaanzwemmen 2016 werden van 6 tot en met 11 december 2016 georganiseerd in het WFCU Centre in Windsor, Canada.

## Programma
| S | Series | HF | Halve finales | Goud | Finale |

| Ochtendsessie | 09:30 (lokale tijd) 15:30 (MET) | Avondsessie | 18:30 (lokale tijd) 00:30 (MET) |

| Onderdeel         | December | December | December | December | December | December | December | December | December | December | December | December |
| Onderdeel         | 6        | 6        | 7        | 7        | 8        | 8        | 9        | 9        | 10       | 10       | 11       | 11       |
| ----------------- | -------- | -------- | -------- | -------- | -------- | -------- | -------- | -------- | -------- | -------- | -------- | -------- |
| 50m vrije slag    |          |          |          |          | S        | HF       |          | Goud     |          |          |          |          |
| 100m vrije slag   |          |          |          |          |          |          |          |          | S        | HF       |          | Goud     |
| 200m vrije slag   |          |          | S        | Goud     |          |          |          |          |          |          |          |          |
| 400m vrije slag   | S        | Goud     |          |          |          |          |          |          |          |          |          |          |
| 1500m vrije slag  |          |          |          |          |          |          |          |          | S        |          |          | Goud     |
| 50m rugslag       |          |          |          |          | S        | HF       |          | Goud     |          |          |          |          |
| 100m rugslag      | S        | HF       |          | Goud     |          |          |          |          |          |          |          |          |
| 200m rugslag      |          |          |          |          |          |          |          |          |          |          | S        | Goud     |
| 50m schoolslag    |          |          |          |          |          |          |          |          | S        | HF       |          | Goud     |
| 100m schoolslag   | S        | HF       |          | Goud     |          |          |          |          |          |          |          |          |
| 200m schoolslag   |          |          |          |          | S        | Goud     |          |          |          |          |          |          |
| 50m vlinderslag   |          |          |          |          |          |          | S        | HF       |          | Goud     |          |          |
| 100m vlinderslag  |          |          | S        | HF       |          | Goud     |          |          |          |          |          |          |
| 200m vlinderslag  | S        | Goud     |          |          |          |          |          |          |          |          |          |          |
| 100m wisselslag   |          |          |          |          | S        | HF       |          | Goud     |          |          |          |          |
| 200m wisselslag   | S        | Goud     |          |          |          |          |          |          |          |          |          |          |
| 400m wisselslag   |          |          |          |          |          |          |          |          | S        | Goud     |          |          |
| 4×50m vrije slag  |          |          |          |          |          |          | S        | Goud     |          |          |          |          |
| 4×100m vrije slag | S        | Goud     |          |          |          |          |          |          |          |          |          |          |
| 4×200m vrije slag |          |          |          |          |          |          | S        | Goud     |          |          |          |          |
| 4×50m wisselslag  |          |          |          |          |          |          |          |          | S        | Goud     |          |          |
| 4×100m wisselslag |          |          |          |          |          |          |          |          |          |          | S        | Goud     |
| Totaal            | 4        | 4        | 3        | 3        | 2        | 2        | 5        | 5        | 3        | 3        | 5        | 5        |

| Onderdeel         | December | December | December | December | December | December | December | December | December | December | December | December |
| Onderdeel         | 6        | 6        | 7        | 7        | 8        | 8        | 9        | 9        | 10       | 10       | 11       | 11       |
| ----------------- | -------- | -------- | -------- | -------- | -------- | -------- | -------- | -------- | -------- | -------- | -------- | -------- |
| 50m vrije slag    |          |          |          |          |          |          |          |          | S        | HF       |          | Goud     |
| 100m vrije slag   |          |          | S        | HF       |          | Goud     |          |          |          |          |          |          |
| 200m vrije slag   | S        | Goud     |          |          |          |          |          |          |          |          |          |          |
| 400m vrije slag   |          |          |          |          |          |          | S        | Goud     |          |          |          |          |
| 800m vrije slag   |          |          | S        |          |          | Goud     |          |          |          |          |          |          |
| 50m rugslag       |          |          |          |          |          |          | S        | HF       |          | Goud     |          |          |
| 100m rugslag      | S        | HF       |          | Goud     |          |          |          |          |          |          |          |          |
| 200m rugslag      |          |          |          |          | S        | Goud     |          |          |          |          |          |          |
| 50m schoolslag    | S        | HF       |          | Goud     |          |          |          |          |          |          |          |          |
| 100m schoolslag   |          |          |          |          |          |          | S        | HF       |          | Goud     |          |          |
| 200m schoolslag   |          |          |          |          |          |          |          |          |          |          | S        | Goud     |
| 50m vlinderslag   |          |          |          |          | S        | HF       |          | Goud     |          |          |          |          |
| 100m vlinderslag  |          |          |          |          |          |          |          |          | S        | HF       |          | Goud     |
| 200m vlinderslag  |          |          | S        | Goud     |          |          |          |          |          |          |          |          |
| 100m wisselslag   |          |          |          |          | S        | HF       |          | Goud     |          |          |          |          |
| 200m wisselslag   |          |          |          |          |          |          |          |          | S        | Goud     |          |          |
| 400m wisselslag   | S        | Goud     |          |          |          |          |          |          |          |          |          |          |
| 4×50m vrije slag  |          |          |          |          |          |          |          |          |          |          | S        | Goud     |
| 4×100m vrije slag | S        | Goud     |          |          |          |          |          |          |          |          |          |          |
| 4×200m vrije slag |          |          |          |          |          |          |          |          | S        | Goud     |          |          |
| 4×50m wisselslag  |          |          | S        | Goud     |          |          |          |          |          |          |          |          |
| 4×100m wisselslag |          |          |          |          |          |          |          |          |          |          | S        | Goud     |
| Totaal            | 3        | 3        | 4        | 4        | 3        | 3        | 3        | 3        | 4        | 4        | 5        | 5        |

| Onderdeel        | December | December | December | December | December | December | December | December | December | December | December | December |
| Onderdeel        | 6        | 6        | 7        | 7        | 8        | 8        | 9        | 9        | 10       | 10       | 11       | 11       |
| ---------------- | -------- | -------- | -------- | -------- | -------- | -------- | -------- | -------- | -------- | -------- | -------- | -------- |
| 4×50m vrije slag |          |          | S        | Goud     |          |          |          |          |          |          |          |          |
| 4×50m wisselslag |          |          |          |          | S        | Goud     |          |          |          |          |          |          |
| Totaal           |          |          | 1        | 1        | 1        | 1        |          |          |          |          |          |          |

## Medailles

### Mannen
| Onderdeel            | Goud | Goud        | Zilver | Zilver   | Brons                                                                                   | Brons    |
| -------------------- | --- | ----------- | --- | -------- | --------------------------------------------------------------------------------------- | -------- |
| Vrije slag           | |             | |          |                                                                                         |          |
| 50 m                 | Jesse Puts Nederland | 21,10       | Vladimir Morozov Rusland                                                                                          | 21,14    | Simonas Bilis Litouwen                                                                  | 21,23    |
| 100 m                | Simonas Bilis Litouwen | 46,58       | Shinri Shioura Japan                                                                                              | 46,59    | Tommaso D'Orsogna Australië                                                             | 46,70    |
| 200 m                | Park Tae-hwan Zuid-Korea | 1.41,03 CR  | Chad le Clos Zuid-Afrika                                                                                          | 1.41,65  | Aleksandr Krasnych Rusland                                                              | 1.41,95  |
| 400 m                | Park Tae-hwan Zuid-Korea | 3.34,59     | Aleksandr Krasnych Rusland                                                                                        | 3.35,30  | Péter Bernek Hongarije                                                                  | 3.37,65  |
| 1500 m               | Park Tae-hwan Zuid-Korea | 14.15,51 CR | Gregorio Paltrinieri Italië                                                                                       | 14.21,94 | Wojciech Wojdak Polen                                                                   | 14.25,37 |
| Rugslag              | |             | |          |                                                                                         |          |
| 50 m                 | Junya Koga Japan | 22,85       | Jérémy Stravius Frankrijk                                                                                         | 22,99    | Pavel Sankovitsj Wit-Rusland                                                            | 23,03    |
| 100 m                | Mitch Larkin Australië | 49,65       | Andrej Sjabasov Rusland                                                                                           | 49,69    | Xu Jiayu China                                                                          | 50,02    |
| 200 m                | Radosław Kawęcki Polen | 1.47,63     | Jacob Pebley Verenigde Staten                                                                                     | 1.48,98  | Masaki Kaneko Japan                                                                     | 1.49,18  |
| Schoolslag           | |             | |          |                                                                                         |          |
| 50 m                 | Cameron van der Burgh Zuid-Afrika | 25,64       | Peter John Stevens Slovenië                                                                                       | 25,85    | Felipe Lima Brazilië                                                                    | 25,98    |
| 100 m                | Marco Koch Duitsland | 56,77       | Vladimir Morozov Rusland                                                                                          | 57,00    | Fabio Scozzoli Italië                                                                   | 57,04    |
| 200 m                | Marco Koch Duitsland | 2.01,21 CR  | Andrew Willis Verenigd Koninkrijk                                                                                 | 2.02,71  | Michail Dorinov Rusland                                                                 | 2.03,09  |
| Vlinderslag          | |             | |          |                                                                                         |          |
| 50 m                 | Chad le Clos Zuid-Afrika | 21,98       | Thomas Shields Verenigde Staten                                                                                   | 22,40    | David Morgan Australië                                                                  | 22,47    |
| 100 m                | Chad le Clos Zuid-Afrika | 48,08 WR    | Thomas Shields Verenigde Staten                                                                                   | 49,04    | David Morgan Australië                                                                  | 49,31    |
| 200 m                | Chad le Clos Zuid-Afrika | 1.48,76     | Thomas Shields Verenigde Staten                                                                                   | 1.49,50  | Daiya Seto Japan                                                                        | 1.49,97  |
| Wisselslag           | |             | |          |                                                                                         |          |
| 100 m                | Michael Andrew Verenigde Staten | 51,84       | Daiya Seto Japan                                                                                                  | 52,01    | Shinri Shioura Japan                                                                    | 52,17    |
| 200 m                | Wang Shun China | 1.51,74     | Philip Heintz Duitsland                                                                                           | 1.52,07  | Daiya Seto Japan                                                                        | 1.52,89  |
| 400 m                | Daiya Seto Japan | 3.59,24     | Max Litchfield Verenigd Koninkrijk                                                                                | 4.00,66  | Dávid Verrasztó Hongarije                                                               | 4.01,56  |
| Vrije slag estafette | |             | |          |                                                                                         |          |
| 4×50 m               | Rusland Aleksej Brjanski Nikita Lobintsev Aleksandr Popkov Vladimir Morozov Kirill Prigoda                                                | 1.24,32     | Verenigde Staten Paul Powers Blake Pieroni Michael Chadwick Thomas Shields Dillon Virva Michael Andrew            | 1.24,47  | Japan Kosuke Matsui Kenta Ito Shinri Shioura Junya Koga                                 | 1.24,51  |
| 4×100 m              | Rusland Nikita Lobintsev Michail Vekovisjtsjev Vladimir Morozov Aleksandr Popkov Aleksej Brjanski                                         | 3.05,90     | Frankrijk Clément Mignon Jérémy Stravius Jordan Pothain Mehdy Metella Yonel Govindin                              | 3.07,35  | Australië Brayden McCarthy Daniel Smith David Morgan Tommaso D'Orsogna Jack Gerrard     | 3.07,76  |
| 4×100 m              | Rusland Nikita Lobintsev Michail Vekovisjtsjev Vladimir Morozov Aleksandr Popkov Aleksej Brjanski                                         | 3.05,90     | Frankrijk Clément Mignon Jérémy Stravius Jordan Pothain Mehdy Metella Yonel Govindin                              | 3.07,35  | Verenigde Staten Michael Chadwick Thomas Shields Paul Powers Blake Pieroni Matthew Josa | 3.07,76  |
| 4×200 m              | Rusland Michail Dovgaljoek Michail Vekovisjtsjev Artjom Loboezov Aleksandr Krasnych Daniil Pasynkov                                       | 6.52,10     | Verenigde Staten Blake Pieroni Jacob Pebley Pace Clark Zane Grothe                                                | 6.53,34  | Japan Yuki Kobori Daiya Seto Tsubasa Amai Katsuhiro Matsumoto                           | 6.53,54  |
| Wisselslagestafette  | |             | |          |                                                                                         |          |
| 4×50 m               | Rusland Andrej Sjabasov Kirill Prigoda Aleksandr Popkov Vladimir Morozov Grigori Tarasevitsj Oleg Kostin Daniil Pachomov Aleksej Brjanski | 1.31,52     | Verenigde Staten Jacob Pebley Cody Miller Thomas Shields Michael Chadwick Matthew Josa Michael Andrew Paul Powers | 1.31,97  | Wit-Rusland Pavel Sankovitsj Ilja Sjymanovitsj Jaoehen Tsoerkin Anton Latkin            | 1.32,49  |
| 4×100 m              | Rusland Andrej Sjabasov Kirill Prigoda Aleksandr Charlanov Vladimir Morozov Grigori Tarasevitsj Oleg Kostin Aleksandr Popkov              | 3.21,17     | Australië Mitch Larkin Tommy Sucipto David Morgan Tommaso D'Orsogna Robert Hurley Daniel Smith                    | 3.23,56  | Japan Junya Koga Yoshiki Yamanaka Takeshi Kawamoto Shinri Shioura Kenta Ito             | 3.24,71  |

### Vrouwen
| Onderdeel            | Goud | Goud       | Zilver                                                                                        | Zilver  | Brons | Brons   |
| -------------------- | --- | ---------- | --------------------------------------------------------------------------------------------- | ------- | --- | ------- |
| Vrije slag           | |            |                                                                                               |         | |         |
| 50 m                 | Ranomi Kromowidjojo Nederland | 23,60      | Silvia di Pietro Italië                                                                       | 23,90   | Madison Kennedy Verenigde Staten                                                                           | 23,93   |
| 100 m                | Brittany Elmslie Australië | 51,81      | Ranomi Kromowidjojo Nederland                                                                 | 51,92   | Penelope Oleksiak Canada                                                                                   | 52,01   |
| 200 m                | Federica Pellegrini Italië | 1.51,73    | Katinka Hosszú Hongarije                                                                      | 1.52,28 | Taylor Ruck Canada                                                                                         | 1.52,50 |
| 400 m                | Leah Smith Verenigde Staten | 3.57,78    | Veronika Popova Rusland                                                                       | 3.58,90 | Chihiro Igarashi Japan                                                                                     | 3.59,41 |
| 800 m                | Leah Smith Verenigde Staten | 8.10,17    | Ashley Twichell Verenigde Staten                                                              | 8.11,95 | Kiah Melverton Australië                                                                                   | 8.16,51 |
| Rugslag              | |            |                                                                                               |         | |         |
| 50 m                 | Etiene Medeiros Brazilië | 25,82      | Katinka Hosszú Hongarije                                                                      | 25,99   | Alexandra Deloof Verenigde Staten                                                                          | 26,14   |
| 100 m                | Katinka Hosszú Hongarije | 55,54      | Kylie Masse Canada                                                                            | 56,24   | Georgia Davies Verenigd Koninkrijk                                                                         | 56,45   |
| 200 m                | Katinka Hosszú Hongarije | 2.00,79    | Daryna Zevina Oekraïne                                                                        | 2.02,24 | Emily Seebohm Australië                                                                                    | 2.02,65 |
| Schoolslag           | |            |                                                                                               |         | |         |
| 50 m                 | Lilly King Verenigde Staten | 28,92      | Alia Atkinson Jamaica                                                                         | 29,11   | Molly Hannis Verenigde Staten                                                                              | 29,58   |
| 100 m                | Alia Atkinson Jamaica | 1.03,03    | Lilly King Verenigde Staten                                                                   | 1.03,35 | Molly Hannis Verenigde Staten                                                                              | 1.03,89 |
| 200 m                | Molly Renshaw Verenigd Koninkrijk                                                                                                 | 2.18,51    | Kelsey Wog Canada                                                                             | 2.18,52 | Chloe Tutton Verenigd Koninkrijk                                                                           | 2.18,83 |
| Vlinderslag          | |            |                                                                                               |         | |         |
| 50 m                 | Jeanette Ottesen Denemarken | 24,92      | Kelsi Worrell Verenigde Staten                                                                | 25,27   | Rikako Ikee Japan                                                                                          | 25,32   |
| 100 m                | Katinka Hosszú Hongarije | 55,12      | Kelsi Worrell Verenigde Staten                                                                | 55,22   | Rikako Ikee Japan                                                                                          | 55,64   |
| 200 m                | Katinka Hosszú Hongarije | 2.02,15    | Kelsi Worrell Verenigde Staten                                                                | 2.02,89 | Zhang Yufei China                                                                                          | 2.05,22 |
| Wisselslag           | |            |                                                                                               |         | |         |
| 100 m                | Katinka Hosszú Hongarije | 57,24      | Emily Seebohm Australië                                                                       | 57,97   | Alia Atkinson Jamaica                                                                                      | 58,04   |
| 200 m                | Katinka Hosszú Hongarije | 2.02,90    | Ella Eastin Verenigde Staten                                                                  | 2.05,02 | Madisyn Cox Verenigde Staten                                                                               | 2.05,93 |
| 400 m                | Katinka Hosszú Hongarije | 4.21,67    | Ella Eastin Verenigde Staten                                                                  | 4.27,74 | Madisyn Cox Verenigde Staten                                                                               | 4.27,78 |
| Vrije slag estafette | |            |                                                                                               |         | |         |
| 4×50 m               | Canada Michelle Williams Sandrine Mainville Taylor Ruck Penelope Oleksiak Alexia Zevnik Sarah Darcel                              | 1.35,00    | Nederland Tamara van Vliet Ranomi Kromowidjojo Maaike de Waard Kim Busch Maud van der Meer    | 1.35,37 | Italië Silvia di Pietro Erika Ferraioli Aglaia Pezzato Federica Pellegrini                                 | 1.35,61 |
| 4×100 m              | Verenigde Staten Amanda Weir Kelsi Worrell Madison Kennedy Mallory Comerford Katrina Konopka Katie Drabot Alexandra Deloof        | 3.28,82    | Italië Erika Ferraioli Silvia di Pietro Aglaia Pezzato Federica Pellegrini                    | 3.30,28 | Nederland Maud van der Meer Marrit Steenbergen Maaike de Waard Ranomi Kromowidjojo Kim Busch Robin Neumann | 3.31,10 |
| 4×200 m              | Canada Katerine Savard Taylor Ruck Kennedy Goss Penelope Oleksiak Alexia Zevnik                                                   | 7.33,89    | Verenigde Staten Leah Smith Mallory Comerford Sarah Gibson Madisyn Cox Katie Drabot           | 7.38,65 | Rusland Darja Moellakajeva Darja Oestinova Arina Openysjeva Veronika Popova Irina Krivonogova              | 7.39,93 |
| Wisselslagestafette  | |            |                                                                                               |         | |         |
| 4×50 m               | Verenigde Staten Alexandra Deloof Lilly King Kelsi Worrell Katrina Konopka Molly Hannis Sarah Gibson                              | 1.43,27 WR | Italië Silvia Scalia Martina Carraro Silvia di Pietro Erika Ferraioli Aglaia Pezzato          | 1.45,38 | Denemarken Mie Nielsen Matilde Schroder Emilie Beckmann Jeanette Ottesen                                   | 1.45,98 |
| 4×100 m              | Verenigde Staten Alexandra Deloof Lilly King Kelsi Worrell Mallory Comerford Hellen Moffitt Molly Hannis Sarah Gibson Amanda Weir | 3.47,89 CR | Canada Kylie Masse Rachel Nicol Katerine Savard Penelope Oleksiak Hilary Caldwell Taylor Ruck | 3.48,87 | Australië Emily Seebohm Jessica Hansen Emily Washer Brittany Elmslie                                       | 3.49,66 |

### Gemengd
| Onderdeel            | Goud | Goud       | Zilver                                                                                             | Zilver  | Brons | Brons   |
| -------------------- | --- | ---------- | -------------------------------------------------------------------------------------------------- | ------- | --- | ------- |
| Vrije slag estafette | |            | |         | |         |
| 4×50 m               | Rusland Aleksej Brjanski Vladimir Morozov Maria Kameneva Rozalja Nasretdinova Aleksandr Popkov                                        | 1.29,73    | Nederland Jesse Puts Nyls Korstanje Ranomi Kromowidjojo Maaike de Waard Kim Busch Tamara van Vliet | 1.29,82 | Canada Yuri Kisil Markus Thormeyer Michelle Williams Sandrine Mainville Mirando Jarry Alexia Zevnik Katerine Savard | 1.29,83 |
| Wisselslagestafette  | |            | |         | |         |
| 4×50 m               | Verenigde Staten Thomas Shields Lilly King Kelsi Worrell Michael Chadwick Alexandra Deloof Cody Miller Matthew Josa Mallory Comerford | 1.37,22 CR | Brazilië Etiene Medeiros Felipe Lima Nicholas Santos Larissa Oliveira                              | 1.37,74 | Japan Junya Koga Yoshiki Yamanaka Rikako Ikee Sayuki Ouchi Emi Moronuki Takeshi Kawamoto                            | 1.38,45 |

## Medailleklassement
| Plaats | Land                | Goud | Zilver | Brons | Totaal |
| 1      | Verenigde Staten    | 8    | 15     | 7     | 30     |
| 2      | Hongarije           | 7    | 2      | 2     | 11     |
| 3      | Rusland             | 6    | 5      | 3     | 14     |
| 4      | Zuid-Afrika         | 4    | 1      | 0     | 5      |
| 5      | Zuid-Korea          | 2    | 0      | 0     | 2      |
| 6      | Canada              | 2    | 3      | 3     | 8      |
| 7      | Nederland           | 2    | 3      | 1     | 6      |
| 8      | Japan               | 2    | 2      | 11    | 15     |
| 9      | Australië           | 2    | 2      | 7     | 11     |
| 10     | Duitsland           | 2    | 1      | 0     | 3      |
| 11     | Italië              | 1    | 4      | 2     | 7      |
| 12     | Verenigd Koninkrijk | 1    | 2      | 2     | 5      |
| 13     | Brazilië            | 1    | 1      | 1     | 3      |
| 13     | Jamaica             | 1    | 1      | 1     | 3      |
| 15     | China               | 1    | 0      | 2     | 3      |
| 16     | Denemarken          | 1    | 0      | 1     | 2      |
| 16     | Litouwen            | 1    | 0      | 1     | 2      |
| 16     | Polen               | 1    | 0      | 1     | 2      |
| 19     | Frankrijk           | 0    | 2      | 0     | 2      |
| 20     | Oekraïne            | 0    | 1      | 0     | 1      |
| 20     | Slovenië            | 0    | 1      | 0     | 1      |
| 22     | Wit-Rusland         | 0    | 0      | 2     | 2      |
| Totaal | Totaal              | 46   | 46     | 47    | 139    |

## Records
De onderstaande tabel geeft de verbroken wereld (WR) en kampioenschapsrecords (CR) tijdens dit kampioenschap.
| Datum       | Afstand               | Ronde  | Naam                                                        | Land | Tijd     | CR     | WR     |
| ----------- | --------------------- | ------ | ----------------------------------------------------------- | ---- | -------- | ------ | ------ |
| 7 december  | 200m vrije slag (m)   | Finale | Park Tae-hwan                                               | KOR  | 1.41,03  | Vinkje |        |
| 7 december  | 4×50m wisselslag (v)  | Finale | Alexandra Deloof Lilly King Kelsi Worrell Katrina Konopka   | USA  | 1.43,27  | Vinkje | Vinkje |
| 8 december  | 200m schoolslag (m)   | Finale | Marco Koch                                                  | GER  | 2.01,21  | Vinkje |        |
| 8 december  | 100m vlinderslag (m)  | Finale | Chad le Clos                                                | RSA  | 48,08    | Vinkje | Vinkje |
| 8 december  | 4×50m wisselslag (g)  | Finale | Thomas Shields Lilly King Kelsi Worrell Michael Chadwick    | USA  | 1.37,22  | Vinkje |        |
| 11 december | 1500m vrije slag (m)  | Finale | Park Tae-hwan                                               | KOR  | 14.15,51 | Vinkje |        |
| 11 december | 4×100m wisselslag (v) | Finale | Alexandra Deloof Lilly King Kelsi Worrell Mallory Comerford | USA  | 3.47,89  | Vinkje |        |